# 11020 Орвелл
11020 Орвелл (11020 Orwell) — астероїд головного поясу, відкритий 31 липня 1984 року.
Тіссеранів параметр щодо Юпітера — 3,204.
Названо на честь англійського письменника Джорджа Орвелла.